# Keizo Yasumatsu
Keizō Yasumatsu, född  1 mars 1908 i Tokyo, Japan, död 25 januari 1983 i Fukuoka, var en japansk entomolog och professor vid Kyushus universitet.